# Mataparent bai
El mataparent bai (Imleria badia), també anomenat cep bai, és una espècie de mataparent del grup dels mataparents xerocomoides. Pertany a la família de les boletàcies, de l’ordre de les boletals. Es caracteritza per formar bolets de mida més aviat gran, de barret bru clar a bru bai, lleugerament víscid quan és humit, de cama del color del barret o més pàl·lida, i de porus i carn que blavegen al tall, pressió i frec.

## Notes nomenclaturals

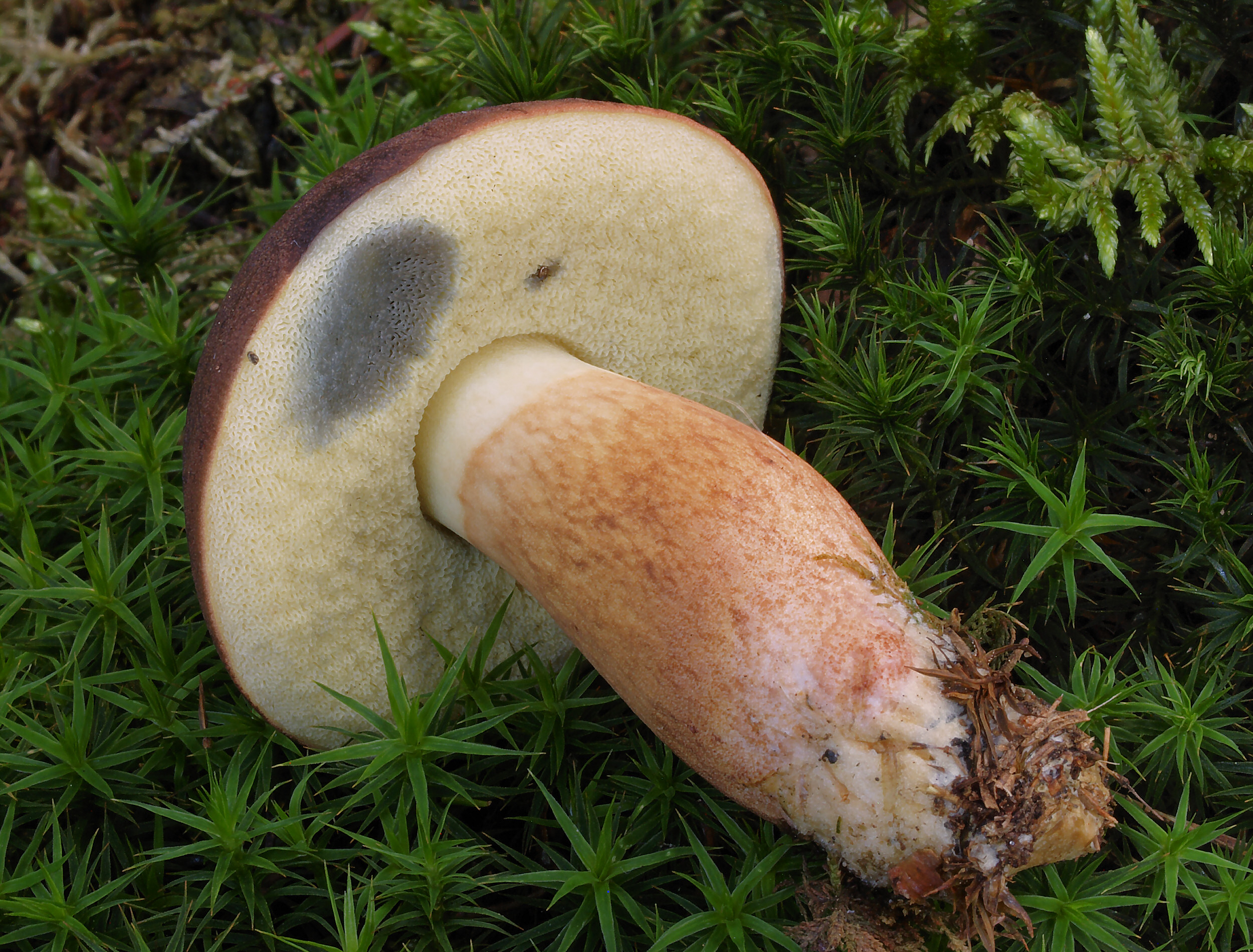
Porus blavejants a la pressió en el mataparent bai (Imleria badia)